# 小林大介 (サッカー選手)
小林 大介（こばやし だいすけ、1992年10月23日 - ）は、新潟県上越市出身のサッカー選手。ポジションはMF。

## 来歴
小学4年生の頃からサッカーをはじめる。北陸大学卒業後の2015年に北信越フットボールリーグ1部のアルティスタ東御に加入するが1年で退団し、2016年にタイに渡る。しかし、トライアウトに参加するも契約には至らなかった。
東京23FCのセカンドチームのトレーニング参加を経て、2016年7月にタイ・ディヴィジョン2（当時3部相当）のナコーンパノムFCと契約してプロ選手としてのキャリアをスタートさせた。
2017年2月、タイ・リーグ3のスラートターニーFCに移籍。
2018年、メトフォン・Cリーグのプリヤ・カーン・リーチ・スヴァイリエンFCに加入。2019年シーズンは3度の怪我に見舞われながらも、22試合に出場し2ゴール5アシストを記録してクラブのリーグ優勝に貢献した。
2020年1月、AFCカップ2020の予選プレーオフでラオスのマスター7FCを下して本戦出場を決定し、自身初となる国際舞台に挑むことになった。

## タイトル
プリヤ・カーン・リーチ・スヴァイリエンFC
- メトフォン・Cリーグ：1回
  - 2019